# Eugène Goossens (1867)

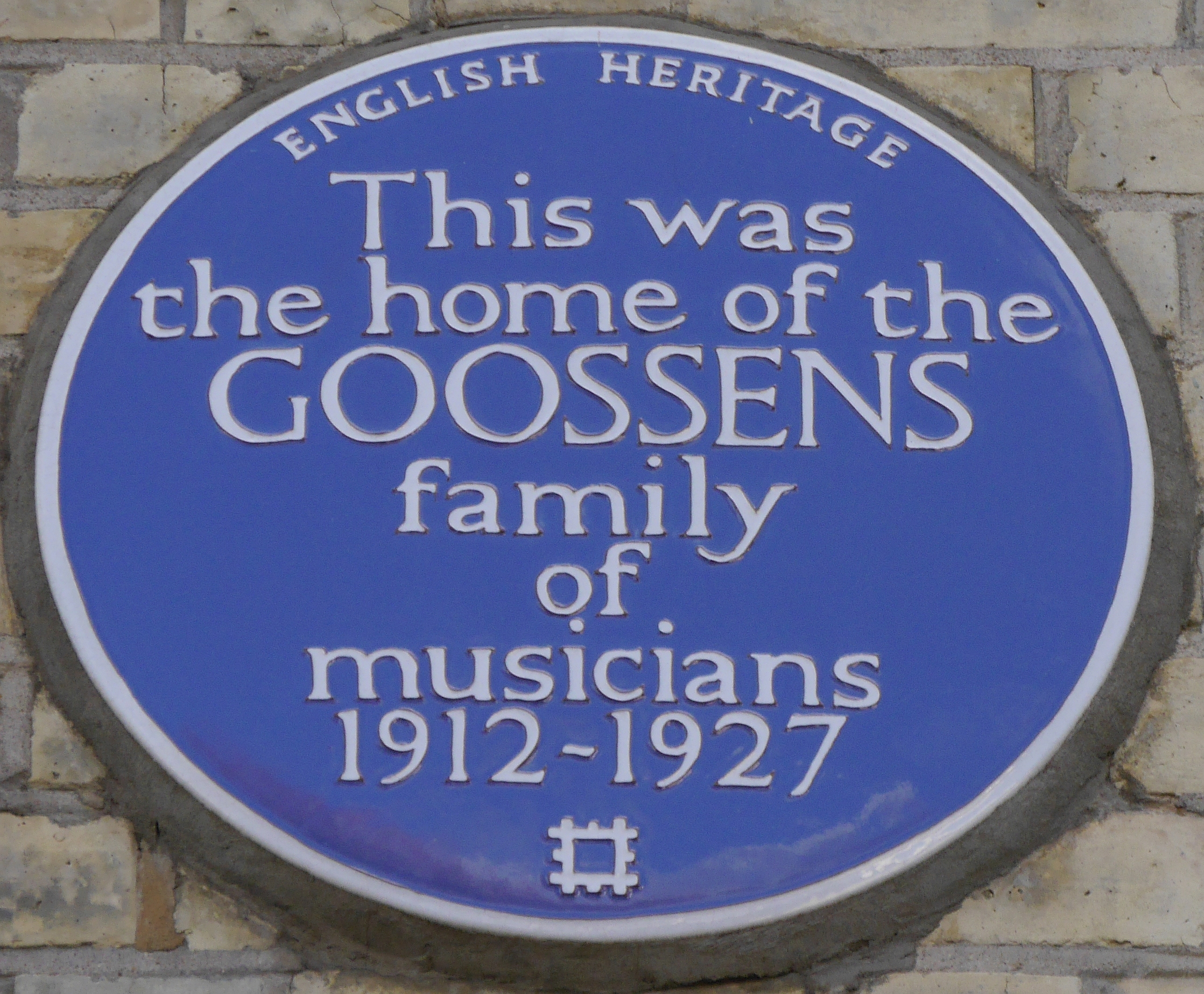
Gedenkplaat op het voormalig woonhuis van de familie Goossens in Londen

Eugène Goossens (Bordeaux, 28 januari 1867 – Londen, 1958) was een Belgisch dirigent en violist.

## Levensloop
Goossens werd geboren in Bordeaux en studeerde aan het conservatorium van Brussel en de Royal Academy of Music in Londen. Hij speelde bij zijn vader, Eugène Goossens, met de Carl Rosa Company. Hij promoveerde daar tot eerste dirigent in 1899.
Eugène Goossens was de vader van:
- Eugène Aynsley Goossens (1893-1962), componist en dirigent;
- Marie Goossens (1894-1991), harpiste;
- Adolphe Anthony Goossens (1896-1916), hoornist, gesneuveld als tweede luitenant tijdens de Slag aan de Somme;[1][2][3]
- Léon Goossens (1897-1988), hoboïst;
- Sidonie Goossens (1899-2004), harpiste.

- Gemeinsame Normdatei: 140271562
- International Standard Name Identifier: 0000 0000 7378 170X
- Library of Congress Control Number: n92044071
- MusicBrainz: 6e167c3c-f639-4827-8c0f-6d262cb5bcc6
- Nederlandse Thesaurus van Auteursnamen: 104114037
- Istituto Centrale per il Catalogo Unico: BVEV095236
- Virtual International Authority File: 26256363
- WorldCat: E39PBJkdkxbrTfB4hKFYQHMdcP